# Lista uczestników Vuelta a España 2015
Lista uczestników Vuelta a España 2015
W wyścigu brało udział 17 drużyn UCI World Tour oraz 5 zaproszonych drużyn UCI Professional Continental. Zawodnicy nosili numery od 1 do 219. W każdej drużynie było 9 zawodników, więc pierwsza drużyna otrzymała numery od 1 do 9, druga od 11 do 19, trzecia od 21 do 29, itd.

## Legenda
| Legenda | Legenda                                    |
| ------- | ------------------------------------------ |
|         | Zwycięzca klasyfikacji generalnej          |
|         | Zwycięzca klasyfikacji punktowej           |
|         | Zwycięzca klasyfikacji górskiej            |
|         | Zwycięzca klasyfikacji kombinowanej        |
|         | Najaktywniejszy kolarz wyścigu             |
| DNS     | Zawodnik nie wystartował do etapu          |
| DNF     | Zawodnik nie ukończył etapu                |
| DSQ     | Zawodnik został zdyskwalifikowany          |
| HD      | Zawodnik przekroczył limit czasu na etapie |

## Drużyny
| # | Kolarz           | Wiek | Poz.   |
| - | ---------------- | ---- | ------ |
| 1 | Chris Froome     | 30   | DNS-12 |
| 2 | Ian Boswell      | 24   | 71     |
| 3 | Sergio Henao     | 27   | 22     |
| 4 | Wasil Kiryjenka  | 34   | 83     |
| 5 | Christian Knees  | 34   | 91     |
| 6 | Mikel Nieve      | 31   | 8      |
| 7 | Salvatore Puccio | 25   | 77     |
| 8 | Nicolas Roche    | 31   | 26     |
| 9 | Geraint Thomas   | 29   | 69     |

| #  | Kolarz             | Wiek | Poz. |
| -- | ------------------ | ---- | ---- |
| 11 | Domenico Pozzovivo | 32   | 11   |
| 12 | Gediminas Bagdonas | 29   | 154  |
| 13 | Mikaël Cherel      | 29   | 51   |
| 14 | Alexis Gougeard    | 22   | 112  |
| 15 | Blel Kadri         | 28   | 150  |
| 16 | Sébastien Minard   | 33   | 96   |
| 17 | Matteo Montaguti   | 31   | 41   |
| 18 | Rinaldo Nocentini  | 37   | 85   |
| 19 | Johan Vansummeren  | 34   | 121  |

| #  | Kolarz             | Wiek | Poz.  |
| -- | ------------------ | ---- | ----- |
| 21 | Fabio Aru          | 25   | 1     |
| 22 | Dario Cataldo      | 30   | 57    |
| 23 | Mikel Landa        | 25   | 25    |
| 24 | Vincenzo Nibali    | 30   | DSQ-2 |
| 25 | Diego Rosa         | 26   | 20    |
| 26 | Luis León Sánchez  | 31   | 33    |
| 27 | Paolo Tiralongo    | 38   | DNF-3 |
| 28 | Alessandro Vanotti | 34   | 135   |
| 29 | Andriej Zejc       | 28   | 68    |

| #  | Kolarz               | Wiek | Poz.   |
| -- | -------------------- | ---- | ------ |
| 31 | Samuel Sánchez       | 37   | DNF-14 |
| 32 | Darwin Atapuma       | 27   | 56     |
| 33 | Marcus Burghardt     | 32   | DNS-3  |
| 34 | Alessandro De Marchi | 29   | 78     |
| 35 | Jean-Pierre Drucker  | 28   | 118    |
| 36 | Amaël Moinard        | 33   | 59     |
| 37 | Joey Rosskopf        | 25   | 124    |
| 38 | Tejay van Garderen   | 27   | DNF-8  |
| 39 | Peter Velits         | 30   | DNS-18 |

| #  | Kolarz         | Wiek | Poz.   |
| -- | -------------- | ---- | ------ |
| 41 | David Arroyo   | 35   | 12     |
| 42 | Carlos Barbero | 24   | 149    |
| 43 | Pello Bilbao   | 25   | 97     |
| 44 | Omar Fraile    | 25   | 88     |
| 45 | José Gonçalves | 26   | 34     |
| 46 | Ángel Madrazo  | 27   | 44     |
| 47 | Lluís Mas      | 25   | DNF-14 |
| 48 | Amets Txurruka | 32   | DNF-11 |
| 49 | Ricardo Vilela | 27   | 48     |

| #  | Kolarz            | Wiek | Poz.   |
| -- | ----------------- | ---- | ------ |
| 51 | Nacer Bouhanni    | 25   | DNF-8  |
| 52 | Yoann Bagot       | 27   | 98     |
| 53 | Romain Hardy      | 26   | DNF-11 |
| 54 | Cyril Lemoine     | 32   | 61     |
| 55 | Daniel Navarro    | 32   | 30     |
| 56 | Dominique Rollin  | 32   | 116    |
| 57 | Stéphane Rossetto | 28   | DNF-19 |
| 58 | Julien Simon      | 29   | 74     |
| 59 | Geoffrey Soupe    | 27   | DNS-14 |

| #  | Kolarz               | Wiek | Poz. |
| -- | -------------------- | ---- | ---- |
| 61 | Alex Cano            | 32   | 53   |
| 62 | Fabio Duarte         | 20   | 67   |
| 63 | Leonardo Duque       | 35   | 60   |
| 64 | Walter Pedraza       | 33   | 136  |
| 65 | Carlos Quintero      | 27   | 92   |
| 66 | Brayan Ramírez       | 22   | 127  |
| 67 | Miguel Ángel Rubiano | 30   | 70   |
| 68 | Rodolfo Torres       | 28   | 32   |
| 69 | Juan Pablo Valencia  | 27   | 87   |

| #  | Kolarz             | Wiek | Poz.   |
| -- | ------------------ | ---- | ------ |
| 71 | Niki Terpstra      | 31   | DNS-18 |
| 72 | Maxime Bouet       | 28   | 28     |
| 73 | Gianluca Brambilla | 28   | 13     |
| 74 | David de la Cruz   | 26   | DNS-6  |
| 75 | Iljo Keisse        | 32   | 148    |
| 76 | Nikolas Maes       | 29   | 107    |
| 77 | Pieter Serry       | 26   | 62     |
| 78 | Martin Velits      | 30   | 117    |
| 79 | Carlos Verona      | 22   | 29     |

| #  | Kolarz            | Wiek | Poz.   |
| -- | ----------------- | ---- | ------ |
| 81 | Kenny Elissonde   | 24   | 16     |
| 82 | Arnaud Courteille | 26   | DNF-19 |
| 83 | Mickaël Delage    | 30   | 109    |
| 84 | Murilo Fischer    | 36   | 156    |
| 85 | Olivier Le Gac    | 21   | 120    |
| 86 | Lorrenzo Manzin   | 21   | DNF-10 |
| 87 | Laurent Pichon    | 29   | 111    |
| 88 | Kévin Reza        | 27   | 113    |
| 89 | Jussi Veikkanen   | 34   | DNF-11 |

| #  | Kolarz           | Wiek | Poz.   |
| -- | ---------------- | ---- | ------ |
| 91 | Sylvain Chavanel | 36   | 47     |
| 92 | Marcel Aregger   | 24   | 106    |
| 93 | Jérôme Coppel    | 29   | DNS-20 |
| 94 | Thomas Degand    | 29   | DNF-9  |
| 95 | Simon Pellaud    | 22   | 119    |
| 96 | Matteo Pelucchi  | 26   | DNF-2  |
| 97 | Vicente Reynès   | 34   | 86     |
| 98 | David Tanner     | 30   | DNF-2  |
| 99 | Larry Warbasse   | 25   | 38     |

| #   | Kolarz              | Wiek | Poz.   |
| --- | ------------------- | ---- | ------ |
| 101 | Rubén Plaza         | 35   | 45     |
| 102 | Mattia Cattaneo     | 24   | DNF-13 |
| 103 | Valerio Conti       | 22   | 151    |
| 104 | Kristijan Đurasek   | 28   | 63     |
| 105 | Tsgabu Grmay        | 23   | 125    |
| 106 | Przemysław Niemiec  | 35   | DNF-2  |
| 107 | Nelson Oliveira     | 26   | 21     |
| 108 | Maximiliano Richeze | 32   | 152    |
| 109 | Illa Kaszawy        | 24   | 144    |

| #   | Kolarz                | Wiek | Poz.   |
| --- | --------------------- | ---- | ------ |
| 111 | Kris Boeckmans        | 28   | DNF-8  |
| 112 | Jasper De Buyst       | 21   | 126    |
| 113 | Bart De Clercq        | 28   | 14     |
| 114 | Thomas De Gendt       | 28   | DNF-14 |
| 115 | Adam Hansen           | 34   | 55     |
| 116 | Maxime Monfort        | 32   | 27     |
| 117 | Jurgen Van den Broeck | 32   | DNS-18 |
| 118 | Tosh Van der Sande    | 24   | 49     |
| 119 | Jelle Vanendert       | 30   | 82     |

| #   | Kolarz             | Wiek | Poz. |
| --- | ------------------ | ---- | ---- |
| 121 | Alejandro Valverde | 35   | 7    |
| 122 | Andrey Amador      | 28   | 40   |
| 123 | Imanol Erviti      | 31   | 100  |
| 124 | Javier Moreno      | 31   | 80   |
| 125 | Nairo Quintana     | 25   | 4    |
| 126 | José Joaquín Rojas | 30   | 43   |
| 127 | Rory Sutherland    | 33   | 139  |
| 128 | Francisco Ventoso  | 33   | 81   |
| 129 | Giovanni Visconti  | 32   | 19   |

| #   | Kolarz             | Wiek | Poz. |
| --- | ------------------ | ---- | ---- |
| 131 | Natnael Berhane    | 24   | 79   |
| 132 | Steve Cummings     | 34   | 102  |
| 133 | Louis Meintjes     | 23   | 10   |
| 134 | Youcef Reguigui    | 25   | 134  |
| 135 | Kristian Sbaragli  | 25   | 105  |
| 136 | Songezo Jim        | 24   | 137  |
| 137 | Jay Robert Thomson | 29   | 123  |
| 138 | Johann Van Zyl     | 24   | 128  |
| 139 | Jaco Venter        | 28   | 122  |

| #   | Kolarz          | Wiek | Poz.   |
| --- | --------------- | ---- | ------ |
| 141 | Esteban Chaves  | 25   | 5      |
| 142 | Mitchell Docker | 28   | DNF-13 |
| 143 | Caleb Ewan      | 21   | DNF-10 |
| 144 | Simon Gerrans   | 35   | 114    |
| 145 | Mathew Hayman   | 37   | 130    |
| 146 | Damien Howson   | 23   | 147    |
| 147 | Daryl Impey     | 30   | 84     |
| 148 | Jens Keukeleire | 26   | 93     |
| 149 | Cameron Meyer   | 27   | DNS-18 |

| #   | Kolarz          | Wiek | Poz.   |
| --- | --------------- | ---- | ------ |
| 151 | Andrew Talansky | 26   | DNS-18 |
| 152 | André Cardoso   | 30   | 18     |
| 153 | Joe Dombrowski  | 24   | 46     |
| 154 | Alex Howes      | 27   | 129    |
| 155 | Ben King        | 26   | 75     |
| 156 | Daniel Martin   | 29   | DNF-8  |
| 157 | Matej Mohorič   | 20   | DNF-6  |
| 158 | Moreno Moser    | 24   | 72     |
| 159 | Davide Villella | 24   | 94     |

| #   | Kolarz             | Wiek | Poz. |
| --- | ------------------ | ---- | ---- |
| 161 | Pierre Rolland     | 28   | 50   |
| 162 | Yukiya Arashiro    | 30   | 65   |
| 163 | Jérôme Cousin      | 26   | 73   |
| 164 | Antoine Duchesne   | 23   | 138  |
| 165 | Jimmy Engoulvent   | 35   | 133  |
| 166 | Cyril Gautier      | 27   | 58   |
| 167 | Tony Hurel         | 27   | 145  |
| 168 | Fabrice Jeandesboz | 30   | 17   |
| 169 | Romain Sicard      | 27   | 15   |

| #   | Kolarz              | Wiek | Poz. |
| --- | ------------------- | ---- | ---- |
| 171 | John Degenkolb      | 26   | 90   |
| 172 | Lawson Craddock     | 23   | 42   |
| 173 | Koen de Kort        | 32   | 64   |
| 174 | Tom Dumoulin        | 24   | 6    |
| 175 | Johannes Fröhlinger | 30   | 143  |
| 176 | Thierry Hupond      | 30   | 142  |
| 177 | Luka Mezgec         | 27   | 108  |
| 178 | Tom Stamsnijder     | 30   | 155  |
| 179 | Zico Waeytens       | 23   | 157  |

| #   | Kolarz            | Wiek | Poz.   |
| --- | ----------------- | ---- | ------ |
| 181 | Joaquim Rodríguez | 36   | 2      |
| 182 | Władimir Isajczew | 29   | DNS-11 |
| 183 | Pawel Koczetkow   | 29   | 76     |
| 184 | Alberto Losada    | 33   | 31     |
| 185 | Tiago Machado     | 29   | 36     |
| 186 | Daniel Moreno     | 33   | 9      |
| 187 | Gatis Smukulis    | 28   | 146    |
| 188 | Ángel Vicioso     | 38   | 103    |
| 189 | Eduard Worganow   | 32   | 39     |

| #   | Kolarz             | Wiek | Poz.   |
| --- | ------------------ | ---- | ------ |
| 191 | George Bennett     | 25   | 37     |
| 192 | Martijn Keizer     | 27   | 153    |
| 193 | Bert-Jan Lindeman  | 26   | 99     |
| 194 | Timo Roosen        | 22   | 95     |
| 195 | Mike Teunissen     | 22   | 104    |
| 196 | Maarten Tjallingii | 37   | DNS-19 |
| 197 | Tom Van Asbroeck   | 25   | 110    |
| 198 | Dennis van Winden  | 27   | 115    |
| 199 | Maarten Wynants    | 33   | DNS-13 |

| #   | Kolarz          | Wiek | Poz.   |
| --- | --------------- | ---- | ------ |
| 201 | Rafał Majka     | 25   | 3      |
| 202 | Daniele Bennati | 34   | 131    |
| 203 | Maciej Bodnar   | 30   | 140    |
| 204 | Pawieł Brutt    | 33   | 101    |
| 205 | Jesper Hansen   | 24   | 52     |
| 206 | Jay McCarthy    | 22   | 66     |
| 207 | Sérgio Paulinho | 35   | DNF-11 |
| 208 | Paweł Poljański | 25   | 35     |
| 209 | Peter Sagan     | 25   | DNS-9  |

| #   | Kolarz            | Wiek | Poz.  |
| --- | ----------------- | ---- | ----- |
| 211 | Fabian Cancellara | 34   | DNF-3 |
| 212 | Markel Irizar     | 35   | 89    |
| 213 | Jarosław Popowycz | 35   | 132   |
| 214 | Fränk Schleck     | 35   | 24    |
| 215 | Jasper Stuyven    | 23   | DNS-9 |
| 216 | Boy van Poppel    | 27   | 158   |
| 217 | Danny van Poppel  | 22   | 141   |
| 218 | Riccardo Zoidl    | 27   | 54    |
| 219 | Haimar Zubeldia   | 38   | 23    |

## Kraje reprezentowane przez kolarzy
| Państwo           | Liczba kolarzy | Liczba kolarzy, którzy ukończyli wyścig | Wygrane etapy                                                                   |
| ----------------- | -------------- | --------------------------------------- | ------------------------------------------------------------------------------- |
| Algieria          | 1              | 1                                       |                                                                                 |
| Argentyna         | 1              | 1                                       |                                                                                 |
| Australia         | 10             | 6                                       | 1 (Caleb Ewan x1)                                                               |
| Austria           | 1              | 1                                       |                                                                                 |
| Belgia            | 18             | 12                                      | 1 (Jasper Stuyven x1)                                                           |
| Białoruś          | 2              | 2                                       |                                                                                 |
| Brazylia          | 1              | 1                                       |                                                                                 |
| Chorwacja         | 1              | 1                                       |                                                                                 |
| Dania             | 1              | 1                                       |                                                                                 |
| Erytrea           | 1              | 1                                       |                                                                                 |
| Etiopia           | 1              | 1                                       |                                                                                 |
| Finlandia         | 1              | 0                                       |                                                                                 |
| Francja           | 30             | 23                                      | 1 (Alexis Gougeard x1)                                                          |
| Hiszpania         | 28             | 24                                      | 4 (Mikel Landa x1, Rubén Plaza x1, Joaquim Rodríguez x1, Alejandro Valverde x1) |
| Holandia          | 12             | 10                                      | 4 (Tom Dumoulin x2, Bert-Jan Lindeman x1, Danny van Poppel x1)                  |
| Irlandia          | 2              | 1                                       | 1 (Nicolas Roche x1)                                                            |
| Japonia           | 1              | 1                                       |                                                                                 |
| Kanada            | 2              | 2                                       |                                                                                 |
| Kazachstan        | 1              | 1                                       |                                                                                 |
| Kolumbia          | 13             | 13                                      | 2 (Esteban Chaves x2)                                                           |
| Kostaryka         | 1              | 1                                       |                                                                                 |
| Litwa             | 1              | 1                                       |                                                                                 |
| Luksemburg        | 2              | 2                                       | 1 (Fränk Schleck x1)                                                            |
| Łotwa             | 1              | 1                                       |                                                                                 |
| Niemcy            | 4              | 3                                       | 1 (John Degenkolb x1)                                                           |
| Nowa Zelandia     | 1              | 1                                       |                                                                                 |
| Polska            | 4              | 3                                       |                                                                                 |
| Portugalia        | 4              | 3                                       | 1 (Nelson Oliveira x1)                                                          |
| Południowa Afryka | 6              | 6                                       |                                                                                 |
| Rosja             | 4              | 3                                       |                                                                                 |
| Słowacja          | 3              | 1                                       | 1 (Peter Sagan x1)                                                              |
| Słowenia          | 2              | 1                                       |                                                                                 |
| Stany Zjednoczone | 9              | 7                                       |                                                                                 |
| Szwajcaria        | 3              | 2                                       |                                                                                 |
| Ukraina           | 1              | 1                                       |                                                                                 |
| Wielka Brytania   | 3              | 2                                       |                                                                                 |
| Włochy            | 20             | 16                                      | 2 (Alessandro De Marchi x1, Kristian Sbaragli x1)                               |
| RAZEM             | 198            | 158                                     |                                                                                 |